# Desmopachria aldessa
Desmopachria aldessa (лат.) — вид жуков-плавунцов рода Desmopachria из подсемейства Hydroporinae (Dytiscidae).

## Распространение
Встречаются в Южной Америке: Бразилия, Тринидад.

## Описание
Жуки мелких размеров; длина 2,2—2,48 мм. Похож на вид Desmopachria iridis, но несколько более удлиненно-овальный с надкрыльями более крупнопунктированными, но пунктуры менее удлинённые или объединённые; радужный блеск поверхности менее заметен, но очевиден. Тело широко овальное и выпуклое профиль; лабиальные щупики зазубренные апикально; заднебоковой угол переднеспинки острый; простернальный отросток резко заострен.